# Diocesi di Dolisie
La diocesi di Dolisie (in latino: Dioecesis Dolisiensis) è una sede della Chiesa cattolica nella Repubblica del Congo suffraganea dell'arcidiocesi di Pointe-Noire. Nel 2021 contava 100.258 battezzati su 291.000 abitanti. È retta dal vescovo Toussaint Ngoma Foumanet, C.S.Sp.

## Territorio
La diocesi comprende la regione di Niari nella repubblica del Congo.
Sede vescovile è la città di Dolisie, dove si trova la cattedrale di San Paolo.
Il territorio è suddiviso in 15 parrocchie.

## Storia
La diocesi è stata eretta da papa Francesco il 24 maggio 2013, ricavandone il territorio dalla diocesi di Nkayi. Primo vescovo della nuova diocesi è Bienvenu Manamika Bafouakouahou, in precedenza vicario generale della diocesi di Kinkala.
Originariamente suffraganea dell'arcidiocesi di Brazzaville, il 30 maggio 2020 è entrata a far parte della provincia ecclesiastica di Ponte-Noire.

## Cronotassi dei vescovi
Si omettono i periodi di sede vacante non superiori ai 2 anni o non storicamente accertati.
- Bienvenu Manamika Bafouakouahou (24 maggio 2013 - 18 aprile 2020 nominato arcivescovo coadiutore di Brazzaville)[2]
  - Sede vacante (2020-2022)
- Toussaint Ngoma Foumanet, C.S.Sp., dall'11 maggio 2022

## Statistiche
La diocesi nel 2021 su una popolazione di 291.000 persone contava 100.258 battezzati, corrispondenti al 34,5% del totale.
| anno | popolazione | popolazione | popolazione | presbiteri | presbiteri | presbiteri | presbiteri                | diaconi | religiosi | religiosi | parrocchie |
| anno | battezzati  | totale      | %           | numero     | secolari   | regolari   | battezzati per presbitero | diaconi | uomini    | donne     | parrocchie |
| ---- | ----------- | ----------- | ----------- | ---------- | ---------- | ---------- | ------------------------- | ------- | --------- | --------- | ---------- |
| 2013 | 71.000      | 210.000     | 33,8        | 32         | 30         | 2          | 2.218                     |         | 2         | 3         | 11         |
| 2016 | 71.000      | 210.000     | 33,8        | 28         | 25         | 3          | 2.535                     |         | 9         | 6         | 12         |
| 2019 | 76.700      | 226.800     | 33,8        | 36         | 34         | 2          | 2.130                     |         | 20        | 6         | 15         |
| 2020 | 78.700      | 232.700     | 33,8        | 41         | 37         | 4          | 1.920                     |         | 22        | 6         | 15         |
| 2021 | 100.258     | 291.000     | 34,5        | 37         | 34         | 3          | 2.709                     |         | 21        | 6         | 15         |